# 小行星4725
小行星4725（英語：4725 Milone）是一颗围绕太阳公转的小行星。1975年12月31日，菲利克斯·阿圭勒天文台在圣胡安省发现了此天体。
这颗小行星的绝对星等为255.4005097378875等。